# Gilchrist Maclagan

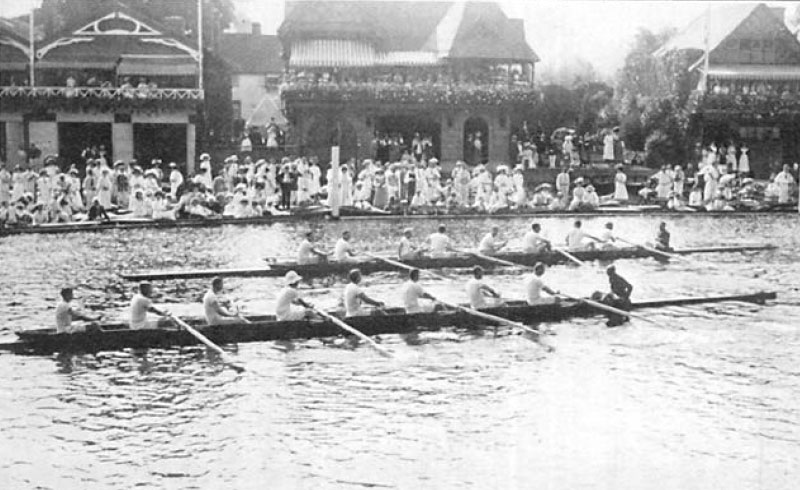
Olympische Spiele 1908: Der Achter des Leander Club gewinnt seinen Vorlauf gegen Ungarn

Gilchrist Stanley Maclagan (* 5. Oktober 1879 in London; † 25. April 1915 in Pilckem bei Ypern, Belgien) war ein britischer Ruderer und Olympiasieger im Achter.
Gilchrist Maclagan gehörte dem Leander Club an. Seine Ausbildung erhielt er in Eton und dann auf dem Magdalen College in Oxford. Von 1899 bis 1902 nahm er viermal für Oxford als Steuermann am Boat Race teil, 1901 gewann das von ihm gesteuerte Boot. Von 1899 bis 1908 trat er mit dem Achter des Leander Club zehnmal bei der Henley Royal Regatta an und gewann sechsmal; mit diesen sechs Siegen ist er Rekordsieger im Achter. Bei der ebenfalls in Henley ausgetragenen Olympischen Regatta 1908 siegte Maclagan mit dem Achter des Leander Club im Finale gegen das belgische Großboot.
Im Ersten Weltkrieg war er Leutnant im Royal Warwickshire Regiment, er fiel in der Zweiten Flandernschlacht.